# Дубков, Михаил Георгиевич
Михаи́л Гео́ргиевич Дубко́в (6 ноября 1893 — 30 октября 1950) — советский военачальник, генерал-майор (1940).

## Биография
Родился в деревне Бутово ныне Егорьевского района Московской области.
Служил в Русской императорской армии с 1914 года, окончил учебную полковую команду (1915 год), старший унтер-офицер. Участвовал в сражениях Первой мировой войны на Юго-Западном фронте в составе 17-го пехотного полка 65-й пехотной дивизии.
В Красной Армии с 1918 года. В годы Гражданской войны М. Г. Дубков командиром взвода, роты участвовал в боях на Восточном и Южном фронтах. При обороне Царицына был тяжело ранен.
В межвоенный период М. Г. Дубков проходил службу в Приволжском военном округе: с апреля 1922 года — командир 22-й Симбирской отдельной роты особого назначения, с августа 1923 года — командир 334-го отдельного Симбирского батальона особого назначения, с июля 1924 года — командир отдельной Сызранской караульной роты и временно исполняющий должность начальника полковой школы 101-го Сызранского стрелкового полка. В 1923 году вступил в ВКП(б). С августа 1929 года, по окончании Стрелково-тактических курсов усовершенствования комсостава РККА «Выстрел», — командир батальона 2-го стрелкового Ульяновского полка 1-й Казанской стрелковой дивизии Приволжского военного округа. В 1931 году окончил бронетанковые курсы при танковом полку. С октября 1931 года — командир батальона 254-го Златоустовского стрелкового полка 85-й стрелковой дивизии, а с января 1932 года — командир этого полка. С апреля 1935 года — командир-комиссар 31-го Астраханского стрелкового полка 31-й стрелковой дивизии Северо-Кавказского военного округа. С июня 1937 года — командир 22-й стрелковой дивизии Особой Краснознамённой Дальневосточной армии. С марта 1938 года — командир 26-го стрелкового корпуса 1-й Краснознамённой армии Дальневосточного фронта. В этой должности в августе 1938 года участвовал в боях у озера Хасан. С ноября 1940 года — инспектор пехоты Дальневосточного фронта.
С начала Великой Отечественной войны с 23 июня 1941 года М. Г. Дубков — командир Особого стрелкового корпуса Дальневосточного фронта, прикрывавшего госграницу СССР с Японией на острове Сахалин. Непосредственно проводил войсковые учения, тактические занятия и стрельбы по поддержанию частей в боевой готовности, постоянно проводил работу по укреплению оборонительных рубежей. С 1 июля по 8 сентября 1943 года — исполняющий должность командующего войсками 16-й армии, которая была сформирована на основе Особого стрелкового корпуса. Многое сделал для совершенствования полевой выучки войск армии. В период наибольшей угрозы армия готова была отразить агрессию со стороны Японии. С сентября 1943 года — помощник командующего войсками 1-й Краснознамённой армии Дальневосточного фронта по вузам. Занимался подготовкой и обучением резерва для последующих боевых действий войск фронта.
После войны с февраля 1946 года М. Г. Дубков — заместитель командующего войсками Казанского военного округа по вузам, с июня — в распоряжении Главного управления кадров. 
С ноября 1946 года в запасе. 
Скончался 30 октября 1950 года в городе Сызрань.

## Воинские звания
- Полковник (24 декабря 1935)
- Комбриг (17 февраля 1938)
- Комдив (20 февраля 1939)
- Генерал-майор (4 июня 1940)

## Награды
- Орден Ленина (21.02.1945)[1]);
- Три ордена Красного Знамени (22.02.1938, 03.11.1944[1], 08.09.1945);
- Орден Красной Звезды (16.08.1936);
- медали[2].